# Ајбирија (Мисури)
Ајбирија (енгл. Iberia) град је у америчкој савезној држави Мисури.

## Демографија
По попису из 2010. године број становника је 736, што је 131 (21,7%) становника више него 2000. године.
| Група             | 2000.       | 2010.       |
| Белци             | 585 (96,7%) | 695 (94,4%) |
| Афроамериканци    | 2 (0,3%)    | 6 (0,8%)    |
| Азијати           | 1 (0,2%)    | 0 (0,0%)    |
| Хиспаноамериканци | 8 (1,3%)    | 22 (3,0%)   |
| Укупно            | 605         | 736         |